# Knut Anton Walter Gyllenberg
Pour les articles homonymes, voir Gyllenberg.
Knut Anton Walter Gyllenberg (né le 5 avril 1886 à Malmö, mort le 25 juillet 1952 à Lund) est un astronome suédois.

## Biographie
Il étudie à l'Université de Lund à partir de 1908, et y obtient son bachelor en 1911, sa maîtrise (M.A., Magister Artium) en 1913, une licence en 1914 et un doctorat en 1915. Au cours de sa dernière année d'Université, il devient professeur associé et, en 1932, professeur.
À partir de 1912, il est assistant au département d'astronomie et, à partir de 1921, observateur à l'observatoire de Lund. Il s'est principalement consacré à l'astrométrie.
Il a reçu le prix Fernerska en 1916 et 1923 et le Prix Wallmark en 1926.
Le Centre des planètes mineures lui crédite la découverte de l'astéroïde (846) Lipperta le 26 novembre 1916.